# 아이스 에이지: 알 찾기 대소동
《아이스 에이지: 알 찾기 대소동》(영어: Ice Age: The Great Egg-Scapade)는 2016년 공개된 미국의 텔레비전 애니메이션 영화이다.

## 출연
- 데니스 리어리 : 디에고 역